# Пацифея атолова
Пацифе́я атолова (Pomarea mira) — вид горобцеподібних птахів родини монархових (Monarchidae). Ендемік Французької Полінезії. Атолова пацифея раніше вважалася підвидом маркізької пацифеї, однак у 2012 році була визнана окремим видом.

## Поширення і екологія
Атолові пацифеї є ендеміками острова Уа-Поу в архіпелазі Маркізьких островів. Вони живуть у вологих тропічних лісах і в долинах струмків. Живляться комахами.

## Збереження
Востаннє атолові пацифеї спостерігалися в березні 1985 року. В подальшому науковці не спостерігали цього птаха, однак існують непідтверджені свідчення по спостереження схожого за описом птаха у 2010 році. Через ці свідчення МСОП класифікує цей вид як такий, що перебуває на межі зникнення, однак імовірно вимерлого. Якщо популяція атолової пацифеї і збереглася на Уа-Поу, її популяція, ймовірно, становитиме менше 50 птахів.